# Герасим (Марматакис)
Митрополи́т Гера́сим (греч. Μητροπολίτης Γεράσιμος, в миру Гео́ргиос Мармата́кис, греч. Γεώργιος Μαρματάκης; род. 17 сентября 1969, Ираклион) — епископ Критской православной церкви Константинопольского патриархата, митрополит Петрский и Херронисский (с 2015), ипертим и экзарх Карпафского моря.

## Биография
Родился 17 сентября 1969 года в Ираклионе в семье Евтихиоса и Марины Марматакисов.
Окончил среднее образование в Ираклионе на Крите, Греция. Обучался в высшей церковной школе в Афинах, а затем — на богословском факультете Университета Аристотеля в Салониках. Учился на аспирантских курсах по истории и богослужению на богословском факультете Афинского университета.
В 1994 году Каллиником (Томакакисом), игуменом монастыря Ангарафу был пострижен в монашество.
11 февраля 1995 года архиепископом Критским Тимофеем (Папуцакисом) был хиротонисан во иеродиакона.
В 1998 году был назначен экономом разрушенного подворья Анкарафской обители во имя Милостивой Госпожи, которое он успешно восстановил.
В 2001 году хиротонисан во иеромонаха. Представлял Критскую православную церкковь в составе различных делегаций и на различных встречах.
28 июля 2004 года был избран братией монастыря Ангарафу его настоятелем. Его интронизация состоялась 1 июля того же года. При нём был произведён ремонт монастырского собора, игуменского корпуса и других построек.. Оставался на этой должности до избрания епископом.
8 декабря 2015 года Священным синодом Критской православной церкви в связи со смертью митрополита Петрского и Херсонисского Нектария (Пападакиса) пятью голосами против двух избран его преемником.
19 декабря того же года в соборе святого Мины состоялась его епископская хиротония, в которой, кроме иерархов Критской православной церкви, приняли участие: митрополит Родосский Кирилл (Койеракис) (Константинопольский патриархат), епископ Навкратийский Мелетий (Куманис) (Александрийский патриархат), митрополит Глифадский Павел (Цаусоглу) (Элладская православная церковь)